# Pulau Pepatan
Pulau Pepatan ist eine kleine Insel im Mündungsbereich des Brunei-Flusses in Brunei. Sie ist ausgewiesen als Pulau Pepatan Nature Reserve.

## Geographie
Die Insel ist Teil der Seria Anticline und bildet als Teil des Brunei Inner Bars und einen Ausläufer der Anhöhe von Limbang, Malaysia, die sich von Südwesten nach Nordosten in die Brunei Bay hineinzieht. Zu dieser Formation gehört auch die benachbarte Insel Pulau Baru-Baru, die nur durch einen schmalen Kanal und die Simpang 747 von Pulau Pepatan getrennt wird. Aufgrund einer Faltung der Schichten verlaufen zahlreiche Hügelkämme parallel nebeneinander, und so bilden die Inseln Pulau Chermin und Pulau Kaingaran sowie Pulau Berambang im Westen Ausläufer des benachbarten Kammes.
Pulau Pepatan selbst erhebt sich nur wenige Meter über den Wasserspiegel. Sie hat einen ovalen Grundriss und ist heute dicht bewaldet und unbewohnt.